# 北海道道934号相生蘭越線
北海道道934号相生蘭越線（ほっかいどうどう934ごう あいおいらんこしせん）は、北海道磯谷郡蘭越町内を結ぶ一般道道（北海道道）である。

## 概要

### 路線データ
- 起点：北海道磯谷郡蘭越町字相生（国道5号交点）
- 終点：北海道磯谷郡蘭越町蘭越町 （北海道道525号蘭越停車場線交点）
- 総延長：5.186 km
- 実延長：5.167 km
- 重用延長：0.019 km

### 道路管理者
- 後志総合振興局 小樽建設管理部 蘭越出張所

## 歴史
- 1978年（昭和53年）5月6日 - 路線認定[1]。

## 地理

### 通過する自治体
- 後志総合振興局
  - 磯谷郡蘭越町

### 交差する道路
蘭越町
- 国道5号 - 字相生（起点）
- 北海道道525号蘭越停車場線 - 蘭越町（終点）